# 拿弗他利

拿弗他利支派的象征

拿弗他利（希伯来语：נַפְתָּלִי，英语：Naphtali）天主教思高聖經譯名納斐塔里，是雅各的第六个儿子，是拉结的使女辟拉所生，拉结为其取名拿弗他利，意思是“我相争”，源于动词“ptali”，就是相争的意思。是以色列十二支派之一的拿弗他利支派的祖先。（《创世纪》30:8） 
雅各临终前对儿子拿弗他利的祝福是：“拿弗他利是被释放的母鹿，他出嘉美的言语。”（《创世纪》49:21）意译为：“拿弗他利是多产的母鹿，生出可爱的小鹿。”雅各在此祝福拿弗他利出产丰富，如多产的母鹿生下美好的小鹿。
摩西未死之先对拿弗他利支派的祝福：“拿弗他利啊，你足沾恩惠，满得耶和华的福，可以得西方和南方为业。”（《申命记》33:23）以及底波拉曾派人从拿弗他利的基低斯将巴拉召来，吩咐他率领一万拿弗他利和西布伦人到他泊山去（《士师记》4:6），可见拿弗他利支派所“出产”的勇士确实数量不少。
布哈拉犹太人据信是该支派的后裔。